# Dariusz Młotkiewicz
Dariusz Henryk Młotkiewicz (ur. 14 marca 1960 w Pruszkowie) – polski prawnik, radca prawny, urzędnik państwowy. W latach 2010–2015 sekretarz stanu w Kancelarii Prezydenta RP, a w latach 2013–2015 zastępca szefa KPRP.

## Życiorys
Ukończył prawo na Wydziale Prawa i Administracji Uniwersytetu Warszawskiego. Odbył też studia podyplomowe w warszawskiej Szkole Głównej Handlowej. Pracę w administracji państwowej zaczął na początku lat 90. jako asystent ministra Jerzego Eysymontta.
Był później zatrudniony w ZPC „Ursus”. W 1998 jako kandydat AWS (z rekomendacji Stronnictwa Konserwatywno-Ludowego) został także radnym powiatu warszawskiego. W 2007 został dyrektorem generalnym w Ministerstwie Rolnictwa i Rozwoju Wsi, a następnie objął stanowisko zastępcy szefa Kancelarii Sejmu.
Z dniem 1 sierpnia 2010 powołany na sekretarza stanu w Kancelarii Prezydenta RP, a 5 września 2013 odebrał dodatkową nominację na zastępcę szefa KPRP. Został odwołany ze stanowisk w KPRP 5 sierpnia 2015.
Odznaczony Krzyżem Oficerskim Orderu Odrodzenia Polski (2015). Wyróżniony odznaką honorową „Zasłużony dla Rolnictwa”.